# Parafia Najświętszej Maryi Panny Wniebowziętej w Ostrzeszowie
Parafia Najświętszej Maryi Panny Wniebowziętej w Ostrzeszowie – parafia rzymskokatolicka należąca do dekanatu Ostrzeszów diecezji kaliskiej. Została utworzona w XIII wieku. Kościół parafialny został wybudowany na początku XIV wieku w stylu gotyckim. Mieści się przy ulicy Farnej.